# Shining Force III: Scenario 3
Cet article concerne le dernier épisode de la trilogie. Pour la série de jeux vidéo, voir Shining Force III.
Shining Force III: Scenario 3 (シャイニング・フォースⅢ　シナリオ３　氷壁の邪神宮, Shining Force III Scenario 3 ~Hyōheki no Jashingū~, Shining Force III Scenario 3 - Bulzome Rising) est un jeu vidéo de rôle tactique sorti exclusivement sur Saturn le 23 septembre 1998, uniquement au Japon. Le jeu a été développé par Sonic! Software Planning et édité par Sega. Il fait partie de la trilogie Shining Force III, dont il constitue le dernier épisode.

## Trame

### Histoire

Symbole des forces armées de Julian.

L'histoire continue quand Julian, jeune mercenaire, quitte les troupes de Medion en compagnie de Gracia, Donhort et Kate à bord d'un navire. Ils évoquent les liens d'amitié qui se sont forgés entre Synbios et Medion, venant pourtant de deux pays antagonistes. Ils se dirigent vers le Nord et font une halte au village de Bresby, où ils sont accueillis par le prêtre local, Scholar, qui est à la tête d'un mouvement de résistance contre l'Empire de Destonia. Scholar informe Julian qu'une énorme machine volante se prépare à attaquer le château de Destonia. Cette attaque est menée par la « secte Bulzome ». Julian décide d'empêcher la secte de mettre son plan à exécution, et d'apporter son aide à Gracia afin qu'il devienne rapidement un Innovator. Julian dresse alors une triple coalition qui réunit les armées de Synbios, de Medion et ses propres troupes. Ils s'engagent dans le conflit final contre Bulzome, un Vandal très puissant longtemps scellé dans une autre dimension, et véritable responsable de ce conflit.

### Personnages
Julian est le personnage principal du jeu. Jeune mercenaire, originaire du royaume d’Enrich, à la recherche de Galm, membre des Vandals, qui aurait assassiné son père. Julian apparaît comme personnage secondaire dans le Scenario 1 et le Scenario 2 de Shining Force III. Il est le personnage principal de la saga. L'histoire de Julian est d'abord présentée dans un jeu de la série Shining qui s'intitule Shining the Holy Ark. Ce dernier introduit le héros du troisième scénario et le monde des Vandals. Dans cet épisode, il apparaît comme un jeune garçon à la recherche de son père disparu.

Au cours de l'aventure, Julian va croiser la route de Gracia, un enfant qui tente de devenir le prochain Innovator, principal ennemi des Vandals, il décide alors de le protéger et de l'aider à réaliser sa destinée.

## Système de jeu
Comme de nombreux jeux de rôles tactiques, Shining Force III: Scenario 3 comporte deux phases de jeu distinctes : le mode « Recherche » et le mode « Combat ».

## Réception

### Sortie
Au Japon, deux semaines après sa parution, les ventes de Shining Force III: Scenario 3 s'élèvent à 38 382 exemplaires,.

### Accueil
À l'instar des précédents épisodes de la saga, Shining Force III: Scenario 3 est reçu avec beaucoup d'enthousiasme.
La presse vidéoludique française telle que Joypad cite sa « réalisation exemplaire » et déclare que c'est un « jeu mythique », tandis que Consoles + souligne une « réalisation […] très soignée avec de nettes amélioration[s] au niveau de la profondeur des mondes 3D et des bruitages » et conclut qu'il s'agit d'« un excellent jeu, encore meilleur si vous avez fini les deux volets précédents », en précisant que « les amateurs de simulations-RPG seront comblés ».
GameSpot affirme que « le gameplay n'a jamais été aussi performant, et c'est la chose la plus importante. ».